# Diocesi di Montauban

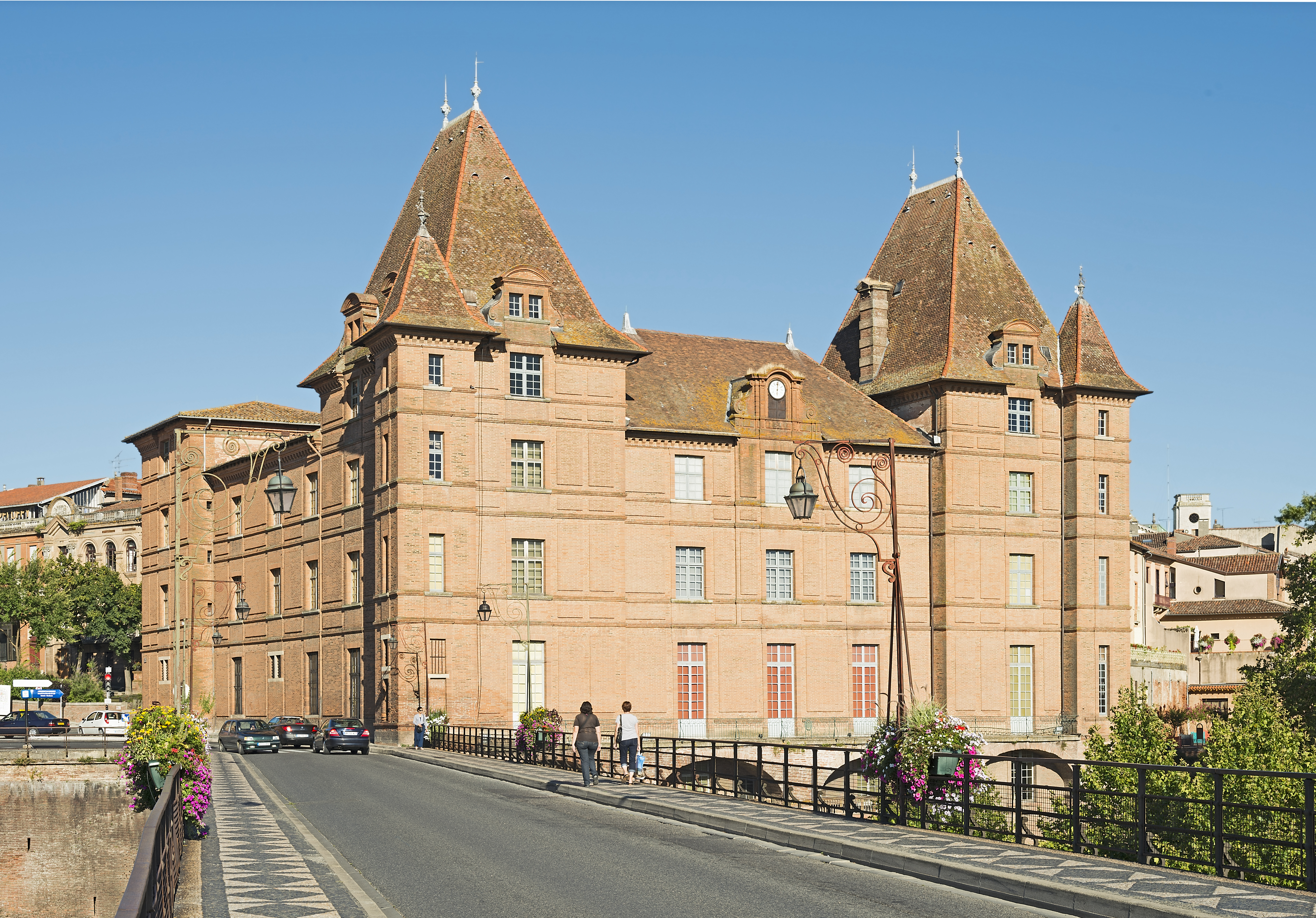
L'antico palazzo episcopale di Montauban, che fu sede dei vescovi dal 1680 al 1790, e che oggi ospita il Museo Ingres.

La diocesi di Montauban (in latino: Dioecesis Montis Albani) è una sede della Chiesa cattolica in Francia suffraganea dell'arcidiocesi di Tolosa. Nel 2021 contava 185.450 battezzati su 262.780 abitanti. È retta dal vescovo Alain Guellec.

## Territorio
La diocesi comprende il dipartimento francese del Tarn e Garonna.
Sede vescovile è la città di Montauban, dove si trova la cattedrale dell'Assunzione di Maria Vergine. A Moissac sorge l'abbazia di San Pietro, patrimonio dell'umanità.
Il territorio è suddiviso in 321 parrocchie, raggruppate in 9 decanati.

## Storia
San Teodardo, arcivescovo di Narbona, aveva fondato nel IX secolo un'abbazia dedicata a San Martino in un terreno di sua proprietà alla confluenza del Tarn e del Tescou, in località Montauriol. L'abbazia in seguito prese il nome di San Teodardo, perché il suo fondatore vi era morto ed era stato sepolto. Nei pressi dell'abbazia nel 1144 venne fondata la città di Montauban.
L'abbazia fu eretta in diocesi l'11 luglio 1317 con la bolla Salvator noster di papa Giovanni XXII. Fu nominato primo vescovo Bertrand du Puy, ultimo abate di San Teodardo. Nel febbraio dell'anno seguente, il papa, con bolla datata 22 febbraio 1318, definì i confini e la composizione del territorio della nuova diocesi, ricavato da quello dell'arcidiocesi di Tolosa e della diocesi di Cahors.
L'abbazia di Montauriol fu sede episcopale fino al 1396, quando il vescovo Bertrand Robert de Saint-Jal trasferì la sua residenza nella città di Montauban.
Nella seconda metà del XVI secolo i calvinisti si fecero padroni della città, nonostante la strenua resistenza dei vescovi. Nel 1561 il culto cattolico fu proibito e si iniziò la distruzione delle chiese, che fu portata avanti nel 1567. Nel 1570 la città divenne una delle quattro piazzeforti protestanti. Nel 1600 il culto cattolico fu permesso per un breve periodo, ma fu solo nel 1629 che i cattolici riuscirono a riottenere il controllo della città, dopo la definitiva sconfitta dei protestanti; in questo stesso anno il vescovo poté rientrare nella sua città episcopale dopo anni di peregrinazione in diversi castelli della diocesi.
Durante il periodo calvinista furono distrutte sia la cattedrale che l'antica abbazia di San Teodardo (1567). Nel 1692 fu posta la prima pietra della nuova cattedrale, che venne solennemente consacrata il 1º novembre 1739. Nel 1664 il vescovo Pierre de Bertier fece costruire la nuova residenza episcopale, che oggi ospita il Museo Ingres.
In seguito al concordato con la bolla Qui Christi Domini di papa Pio VII del 29 novembre 1801 la diocesi fu soppressa e il suo territorio fu incorporato in quelli dell'arcidiocesi di Tolosa e delle diocesi di Agen e di Cahors.
Nel 1808 Napoleone istituì il dipartimento del Tarn e Garonna e il 17 febbraio dello stesso anno papa Pio VII con la bolla Supremo pastorali munere acconsentì a ristabilire la diocesi sul territorio del dipartimento, che era compreso nella diocesi di Cahors. In realtà queste decisioni rimasero lettera morta, in quanto fu impossibile nominarvi un vescovo.
Solo il 6 ottobre 1822 con la bolla Paternae charitatis dello stesso papa Pio VII fu confermato il ristabilimento della diocesi e fu nominato un vescovo che veniva dall'America, Jean-Louis Anne Madelain Lefebvre de Cheverus, che era stato primo vescovo di Boston.

## Cronotassi dei vescovi
Si omettono i periodi di sede vacante non superiori ai 2 anni o non storicamente accertati.
- Bertrand du Puy, O.S.B. † (5 agosto 1317 - 1317 ? deceduto)
- Guillaume de Cardaillac, O.S.B. † (12 novembre 1317 - circa 1355 deceduto)
- Jacques de Daux, O.S.A. † (10 giugno 1355 - 21 agosto 1357 nominato vescovo di Gap)
- Bertrand de Cardaillac † (21 agosto 1357 - 1361 deceduto)
  - Arnaud Bernard du Pouget † (16 giugno 1361 - 1368 dimesso) (amministratore apostolico)
- Pierre de Chalais † (18 ottobre 1368 - 22 novembre 1379 deceduto)
- Bertrand Robert de Saint-Jal, O.S.B. † (14 gennaio 1380 - circa 5 settembre 1403 deceduto)
- Géraud du Puy, O.Clun. † (27 settembre 1403 - 17 dicembre 1404 nominato vescovo di Saint-Flour)
- Raymond de Bar † (17 dicembre 1404 - 26 marzo 1424 deceduto)
- Gérard de Faidit † (5 giugno 1424 - 10 settembre 1425 nominato vescovo di Couserans)
- Pierre de Cotigny † (28 settembre 1425 - 24 ottobre 1427 nominato vescovo di Castres)
- Bernard de la Roche Fontenilles, O.F.M. † (24 ottobre 1427 - settembre 1445 deceduto)
- Aymery de Roquemaurel, O.Clun. † (7 gennaio 1446 - 16 ottobre 1449 deceduto)
- Bernard de Rousergues † (9 gennaio 1450 - 3 gennaio 1452 nominato arcivescovo di Tolosa)
- Guillaume d'Estampes † (3 gennaio 1452 - 18 marzo 1454 nominato vescovo di Condom)
- Jean de Batut de Montrosier † (29 marzo 1454 - 1470 deceduto)
- Jean de Montalembert † (5 luglio 1471 - 29 dicembre 1483 deceduto)
- Georges d'Amboise † (17 dicembre 1484 - 2 dicembre 1491 nominato arcivescovo di Narbona)
- Jean d'Auriolle † (2 dicembre 1491 - 1516 dimesso)
- Jean des Prés-Montpezat † (31 maggio 1516 - 1537 dimesso)
- Jean de Lettes-Montpezat † (20 novembre 1537 - 1556 dimesso)
- Jacques des Prés-Montpezat † (12 giugno 1556 - 25 gennaio 1589 deceduto)
  - Sede vacante (1589-1600)
- Anne Carrion de Murviel † (15 novembre 1600 - 8 settembre 1652 deceduto)
- Pierre de Bertier † (8 settembre 1652 succeduto - 28 giugno 1674 deceduto)
- Jean-Baptiste-Michel Colbert † (15 luglio 1675 - 12 ottobre 1692 nominato arcivescovo di Tolosa)[3]
- Henri de Nesmond † (15 ottobre 1692 - 12 novembre 1703 nominato arcivescovo di Albi)[4]
- François Joseph Henri de Nettancourt-Vaubécourt d'Haussonville † (11 febbraio 1704 - 14 novembre 1729 dimesso)
- Michel de Verthamon de Chavagnac † (28 novembre 1729 - 25 settembre 1762 deceduto)
- Anne-François Victor Le Tonnelier de Breteuil † (24 gennaio 1763 - 14 agosto 1794 deceduto)
  - Sede vacante (1794-1801)
  - Sede soppressa (1801-1808)
  - Sede vacante (1808-1822)
- Jean-Louis Anne Madelain Lefebvre de Cheverus † (3 maggio 1823 - 2 ottobre 1826 nominato arcivescovo di Bordeaux)
- Louis-Guillaume-Valentin Dubourg, P.S.S. † (2 ottobre 1826 - 29 luglio 1833 nominato arcivescovo di Besançon)
- Jean-Armand Chaudru de Trélissac † (30 settembre 1833 - 18 dicembre 1843 dimesso)
- Jean-Marie Doney † (22 gennaio 1844 - 21 gennaio 1871 deceduto)
- Théodore Legain † (24 maggio 1871 - 21 aprile 1881 deceduto)
- Adolphe-Josué-Frédéric Fiard † (18 novembre 1881 - 10 gennaio 1908 deceduto)
- Pierre-Eugène-Alexandre Marty † (10 gennaio 1908 succeduto - 3 febbraio 1929 deceduto)
- Clément-Emile Roques † (15 aprile 1929 - 24 dicembre 1934 nominato arcivescovo di Aix)
- Eli-Antoine Durand † (29 maggio 1935 - 5 novembre 1939 deceduto)
- Pierre-Marie Théas † (26 luglio 1940 - 17 febbraio 1947 nominato vescovo di Tarbes e Lourdes)
- Louis-Marie-Joseph de Courrèges d'Ustou † (8 settembre 1947 - 2 settembre 1970 ritirato[5])
- Roger Joseph Tort † (2 settembre 1970 - 16 gennaio 1975 deceduto)
- Jacques Marie Sébastien de Saint-Blanquat (5 agosto 1975 - 18 novembre 1995 dimesso)
- Bernard Marie Fernand Housset (17 maggio 1996 - 28 novembre 2006 nominato vescovo di La Rochelle)
- Bernard Ginoux (11 maggio 2007 - 1º ottobre 2022 dimesso)[6]
- Alain Guellec, dal 29 ottobre 2022

## Statistiche
La diocesi nel 2021 su una popolazione di 262.780 persone contava 185.450 battezzati, corrispondenti al 70,6% del totale.
| anno | popolazione | popolazione | popolazione | presbiteri | presbiteri | presbiteri | presbiteri                | diaconi | religiosi | religiosi | parrocchie |
| anno | battezzati  | totale      | %           | numero     | secolari   | regolari   | battezzati per presbitero | diaconi | uomini    | donne     | parrocchie |
| ---- | ----------- | ----------- | ----------- | ---------- | ---------- | ---------- | ------------------------- | ------- | --------- | --------- | ---------- |
| 1948 | 161.664     | 167.664     | 96,4        | 278        | 253        | 25         | 581                       |         |           |           | 328        |
| 1969 | 177.000     | 183.572     | 96,4        | 231        | 219        | 12         | 766                       |         | 22        | 600       | 94         |
| 1980 | 179.500     | 185.600     | 96,7        | 166        | 162        | 4          | 1.081                     | 1       | 4         | 347       | 295        |
| 1990 | 190.000     | 196.000     | 96,9        | 136        | 129        | 7          | 1.397                     | 2       | 15        | 288       | 295        |
| 1999 | 202.000     | 206.800     | 97,7        | 110        | 102        | 8          | 1.836                     | 6       | 14        | 217       | 295        |
| 2000 | 201.000     | 205.924     | 97,6        | 112        | 101        | 11         | 1.794                     | 6       | 13        | 206       | 295        |
| 2001 | 201.000     | 206.034     | 97,6        | 108        | 98         | 10         | 1.861                     | 6       | 12        | 195       | 295        |
| 2002 | 201.000     | 206.034     | 97,6        | 98         | 89         | 9          | 2.051                     | 6       | 11        | 201       | 295        |
| 2003 | 160.000     | 206.034     | 77,7        | 98         | 89         | 9          | 1.632                     | 6       | 12        | 189       | 295        |
| 2004 | 160.000     | 206.034     | 77,7        | 93         | 83         | 10         | 1.720                     | 6       | 13        | 194       | 295        |
| 2013 | 175.900     | 230.800     | 76,2        | 71         | 59         | 12         | 2.477                     | 9       | 12        | 117       | 321        |
| 2016 | 177.844     | 252.054     | 70,6        | 61         | 61         |            | 2.915                     | 10      | 2         | 87        | 295        |
| 2019 | 180.500     | 255.700     | 70,6        | 75         | 65         | 10         | 2.406                     | 9       | 13        | 62        | 295        |
| 2021 | 185.450     | 262.780     | 70,6        | 67         | 61         | 6          | 2.767                     | 10      | 6         | 62        | 321        |